# Laurence Modaine-Cessac
Laurence Modaine-Cessac (ur. 28 grudnia 1964 w Douai) – francuska florecistka, brązowa medalistka igrzysk olimpijskich i mistrzostw świata. 
Na igrzyskach olimpijskich w Los Angeles w 1984 roku reprezentacja Francji w składzie: Laurence Modaine-Cessac, Pascale Trinquet-Hachin, Brigitte Latrille-Gaudin, Véronique Brouquier i Anne Meygret zdobyła drużynowo brązowy medal. W rywalizacji indywidualnej zajęła siódme miejsce. Na rozgrywanych cztery lata później igrzyskach olimpijskich w Seulu wywalczyła zajęła 7. miejsce drużynowo i 33. miejsce indywidualnie. Następnie była czwarta indywidualnie podczas igrzysk olimpijskich w Barcelonie w 1992 roku, przegrywając walkę o medal z Tatjaną Sadowską z WNP 1:2. W turnieju drużynowym Francuzki były piąte. Brała też udział w igrzyskach olimpijskich w Atlancie w 1996 roku, zajmując czwarte miejsce indywidualnie i piąte drużynowo. W turnieju indywidualnym walkę o podium tym razem przegrała z Włoszką Giovanną Trillini 9:15.
Podczas mistrzostw świata w Atenach w 1994 roku wywalczyła brązowy medal w turnieju indywidualnym. Wyprzedziły ją tylko Rumunka Reka Szabo i Włoszka Valentina Vezzali.